# Orne (departament)
Orne (wymowaⓘ) – francuski departament położony w regionie Normandia. Departament został utworzony 4 marca 1790 roku. Departament oznaczony jest liczbą 61.
Według danych na rok 2010 liczba zamieszkującej departament ludności wynosi 291 642 os. (47 os./km²); powierzchnia departamentu to 6103 km². Ośrodkiem administracyjnym (prefekturą) i największym miastem departamentu jest Alençon.
W 2023 roku w skład departamentu wchodziło 385 gmin (lista).

## Miejscowości
Największe miejscowości departamentu (w nawiasach liczba ludności w 2021 roku):

- Alençon (25 555)
- Flers (14 482)
- Argentan (13 291)
- L’Aigle (7824)
- La Ferté-Macé (5116)
- Tinchebray-Bocage (4884)
- Athis-Val-de-Rouvre (4216)
- Sées (4191)
- Domfront-en-Poiraie (4155)
- Mortagne-au-Perche (3815)
- Saint-Germain-du-Corbéis (3693)
- Gouffern-en-Auge (3660)
- Val-au-Perche (3369)
- Saint-Georges-des-Groseillers (3164)
- Vimoutiers (3069)
- Tourouvre au Perche (3023)
- La Ferté-en-Ouche (2993)
- Rives-d’Andaine (2924)
- Longny-les-Villages (2878)
- Bagnoles-de-l’Orne-Normandie (2704)
- Condé-sur-Sarthe (2490)
- Damigny (2406)
- Écouché-les-Vallées (2197)
- Putanges-le-Lac (2125)
- Juvigny-Val-d’Andaine (2114)
- Perche-en-Nocé (2001)